# 조니 패트릭

조니 패트릭 (Johnny Patrick, 1988년 8월 17일 ~ )은 전 미식축구 코너백이다. 그는 2011년 NFL 드래프트의 3라운드에서 뉴올리언스 세인츠에 의해 드래프트되었다. 그는 루이스빌에서 대학 축구를 했다.

## 어린 시절
패트릭은 플로리다주 디랜드에서 태어나 디랜드 고등학교에 다녔다.

## 대학 경력
패트릭은 2007년부터 2010년까지 루이스빌 카디널에서 대학 미식축구 선수 로 활약했다. 그는 2008년부터 2010년까지 선발 코너백이었고 2009년에는 53개의 태클과 2개의 가로채기를 기록했다. 2010년 비프 'O' 브래디스 볼 에서 패트릭은 카디널스가 사우턴스 미스를 상대로 승리하는 데 도움을 주기 위해 필드 골을 차단했다.

## 전문 경력

### 사전 초안
Patrick은 2011년 NFL 드래프트에서 3라운드 픽으로 예상되었다.

### 뉴올리언스 세인츠
패트릭은 2011년 NFL 드래프트 3라운드(전체 88위)에서 뉴올리언스 세인츠에 지명됐다. 그는 2013년 2월 19일 성도들에 의해 절단되었다.

### 샌디에이고 차저스
패트릭은 2013년 2월 20일 샌디에이고 차저스 와 계약했다. 그는 결국 4경기를 선발하는 동안 13경기에 출전하여 니켈과 슬롯을 플레이했다. 그는 38개의 총 태클, 1개의 가로채기, 1.5개의 스틸와 함께 강제 덤블과 2개의 패스를 방어하여 경력 최고를 세웠다.

### 뉴욕 제츠
패트릭은 2014년 3월 5일에 New York Jets에 의해 면제로 인수되었다.

### 위니펙 블루 보머
2016년 3월 22일 캐나다 풋볼 리그의 위니펙 블루 봄버스는 패트릭과 계약을 맺었다. 그는 2016년 6월 15일 시즌이 시작되기 전에 방출되었다.